# Riverbanks
Riverbanks (Originaltitel: griechisch Όχθες, Ochthes) ist ein griechischer Film von Panos Karkanevatos aus dem Jahr 2015. Der Kinostart in Deutschland war am 19. November 2015.

## Handlung
Chrysa verdient ihr Geld als Schleuserin am Grenzfluss Evros, der die Grenze zwischen Griechenland und der Türkei markiert. Sie bringt vor allem Kinder unter Lebensgefahr über den Fluss, denn nicht weit vom Fluss liegt ein Minenfeld aus der Zeit des Zypernkonfliktes. Immer wieder kommt es vor, dass Flüchtlinge nachts auf Minen treten und dabei umkommen, andere ertrinken oder erfrieren. Das Gepäck dient als Versteck für Drogen, die über die Grenze geschmuggelt werden sollen.
Chrysa plagen Schuldgefühle wegen ihrer Tätigkeit, doch sie braucht das Geld, um ihre Familie zu versorgen, und der Chef der Bande ist der skrupellose Ivo, der auch der Vater von Chrysas Kind ist. Als der griechische Soldat Giannis, der freiwillig die Minenfelder räumt, Chrysa eines Nachts mit den Flüchtlingen beobachtet, sucht er Kontakt zu ihr und verliebt sich in sie. Zusammen wagen sie eines Tages die Flucht mit der Hoffnung auf eine bessere Zukunft. Sie werden jedoch verfolgt von Ivos Bande.

## Kritik
Der Filmdienst urteilt, das „leise, unsentimentale Drama breitet die komplexe Situation aller Beteiligten mit dokumentarischer Präzision aus“. Dabei trifft es „ohne Schuldzuweisungen und einfache Lösungen […] genau den richtigen Ton, um für die Opfer der Flüchtlingskrise zu sensibilisieren“.

## Auszeichnungen
Der Film wurde im Oktober 2015 beim Filmfest Hamburg gezeigt und erhielt dort Nominierungen für den „Art Cinema Award“ und den „Hamburger Produzentenpreis für Europäische Kino-Coproduktionen“.